# Большеабакасинское сельское поселение
Большеабакасинское се́льское поселе́ние — муниципальное образование в Ибресинском районе Чувашии Российской Федерации.
Административный центр — деревня Большие Абакасы.

## История
Статус и границы сельского поселения установлены Законом Чувашской Республики от 24 ноября 2004 года № 37 «Об установлении границ муниципальных образований Чувашской Республики и наделении их статусом городского, сельского поселения, муниципального района и городского округа».

## Население
| 2010  | 2012  | 2013  | 2014  | 2015  | 2016  | 2017  |
| ----- | ----- | ----- | ----- | ----- | ----- | ----- |
| 1485  | ↘1441 | →1441 | ↘1421 | ↘1380 | ↘1324 | ↘1277 |
| 2018  | 2019  | 2020  | 2021  |       |       |       |
| ↘1263 | ↘1231 | ↘1212 | ↘1201 |       |       |       |

## Состав сельского поселения
| № | Населённый пункт | Тип населённого пункта          | Население |
| - | ---------------- | ------------------------------- | --------- |
| 1 | Большие Абакасы  | деревня, административный центр | ↗886      |
| 2 | Молния           | посёлок                         | ↗71       |
| 3 | Нижние Абакасы   | деревня                         | ↘357      |
| 4 | Шибегечи         | деревня                         | ↗95       |
| 5 | Шоркасы          | деревня                         | ↘113      |

## Люди
Шордеев, Антон Григорьевич